# Pressordonanz

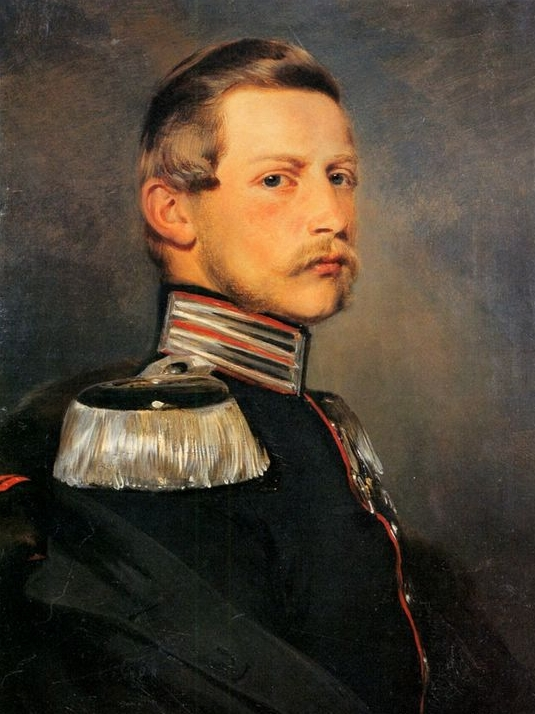
Der preußische Kronprinz, Porträt von Franz Xaver Winterhalter, 1857

Als Pressordonanz bezeichnet man die Erlasse Otto von Bismarcks, die er am 1. Juni 1863 verabschiedete und mit denen er die Pressefreiheit in Preußen maßgeblich beschnitt. Die Aktion richtete sich vor allem gegen politisch liberale Zeitungen und Zeitschriften im Rahmen des Preußischen Verfassungskonfliktes, bei dem ein von Liberalen dominiertes Abgeordnetenhaus dem König unter anderem die notwendigen Mittel, die für die Reorganisation der preußischen Armee und der Landwehr benötigt wurden, verweigerte.
Die Pressordonanz führte zum ersten öffentlichen Protest des Kronprinzen Friedrich Wilhelm gegen die Politik seines Vaters Wilhelm I. Bei einem Staatsbesuch in Danzig äußerte er mit wenigen und sehr zurückhaltenden Worten, dass er gegen diesen Erlass sei. Dies führte zu heftigen Auseinandersetzungen innerhalb des Königshauses. Wilhelm I. drohte seinem Sohn, ihn von allen öffentlichen Funktionen auszuschließen. Am preußischen Königshof wurde vermutet, dass hinter den Äußerungen Kronprinzessin Victoria von Großbritannien und Irland stehe, die als Tochter von Prinz Albert und der britischen Königin Victoria ein liberales Deutschland befürwortete und darauf hoffte, dass sich Preußen in Richtung einer konstitutionellen Monarchie mit starkem Parlament entwickle.
Der Kronprinz hatte im vollen Bewusstsein der Tatsache gehandelt, dass jegliche öffentliche Äußerung zu dieser Pressordonanz von seinem Vater als Insubordination begriffen werden würde. König Wilhelm I. beschuldigte seinen Sohn des Ungehorsams und drohte, ihn von seinen Funktionen innerhalb der preußischen Armee zu entbinden und vom Kronrat auszuschließen. Der reaktionäre jüngere Bruder Wilhelms I., Prinz Carl von Preußen, sowie General Manteuffel sprachen sich sogar dafür aus, den Kronprinzen vor ein Kriegsgericht zu stellen. Der Kronprinz teilte wenig später seinem Vater mit, er fühle sich von seinem Gewissen gezwungen bei seiner Haltung zu bleiben, betonte aber, dass er sich nicht mehr öffentlich äußern würde und auch willens sei, sich von seinen militärischen Ämtern zurückzuziehen. Wilhelm I. nahm dieses Angebot nicht an. Im August kam es zwischen Vater und Sohn zu zwei langen Unterredungen, die aber keine Annäherung brachten. Im September 1863 bat der Kronprinz darum, von der Teilnahme an den Ministerratssitzungen entbunden zu werden, weil er das Gefühl habe, durch seine bloße Anwesenheit bei diesen mit den Maßnahmen in Verbindung gebracht zu werden. Dies wiederholte er im November 1863, ohne dass dies Wirkung zeigte. Im Januar 1864 kam es zu einer erneuten Auseinandersetzung zwischen Vater und Sohn. Unmittelbarer Anlass war, dass Wilhelm I. seinen Sohn anwies, Regierungsinterna nicht mehr mit der Kronprinzessin zu diskutieren, die als die treibende liberale Kraft hinter dem Kronprinzen gesehen wurde. Bei diesem Gespräch, das der Kronprinz anschließend als heftig bezeichnete, hatte Wilhelm I. seinem Sohn unter anderem vorgeworfen, ein Mann der Opposition zu sein, dessen Tun man im Auge behalten müsse. Friedrich Wilhelms Biograf Frank Lorenz Müller weist darauf hin, dass diese Einstellung Wilhelms seine gesamte verbleibende Regierungszeit – die fast ein Vierteljahrhundert betrug – prägte.

## Einzelbelege
1. ↑  Patricia Kolander: Frederick III – Germany’s Liberal Emperor. Greenwood Press, Westport 1995, ISBN 0-313-29483-6, S. 25–45. S. 38–42.
2. ↑   Frank Lorenz Müller: Der 99-Tage-Kaiser. Friedrich III. von Preußen - Prinz, Monarch, Mythos., S. 37.
3. ↑   Frank Lorenz Müller: Der 99-Tage-Kaiser. Friedrich III. von Preußen - Prinz, Monarch, Mythos., S. 39.